# Shinji Mikami
Shinji Mikami (jap. 三上真司 Mikami Shinji; ur. 11 sierpnia 1965 w Iwakuni) – producent gier wideo. Twórca serii Resident Evil.

## Życiorys
Po ukończeniu uniwersytetu Doshisha w Kioto swoją przygodę przy tworzeniu gier rozpoczął w Capcom w roku 1990. Pierwszym tytułem, który stworzył dla Capcom było Quiz: Hatena hatena no Daibouken. Gra ukazała się na Game Boya, a jej produkcja zajęła 3 miesiące. W latach 1991–1994  Mikami zajął się tytułami związanymi z wytwórnią Walta Disneya. W międzyczasie przez 8 miesięcy uczestniczył w tworzeniu gry o tematyce F1. Gra nigdy nie ukazała się na rynku. Od roku 1996 zajął się tworzeniem gry, która uczyniła go jedną z najważniejszych postaci w branży jak i zainicjowała nowy gatunek gier video 3d – survival horror. Po sukcesie Resident Evil z roli projektanta został awansowany do roli producenta.  Dzięki temu jego pozycja w Capcom była bardzo mocna. Pierwsze gry, które Mikami objął już jako producent to kontynuacje Resident Evil 2, Resident Evil 3: Nemesis oraz Dino Crisis (przy tej grze był również reżyserem już w Studio 4). Po wydaniu Resident Evil 3: Nemesis Capcom otworzył nowe studio nazwane Studio 4. Mikami objął tam funkcję dyrektora generalnego. Głównym zadaniem studia była produkcja gier typu survival horror. Przez 5 lat pod nadzorem Mikamiego wydano 5 gier, które przekroczyły 1 mln sprzedanych egzemplarzy:
- Devil May Cry – 2,78 mln
- Resident Evil Code: Veronica – 3,21 mln (1,14 mln dla Dreamcasta, 2,07 mln dla PlayStation 2)
- Resident Evil 4 – 6,17 mln (1,57 mln dla Wii, 1,69 mln dla GameCube, 2,91 mln dla PlayStation 2)
- Dino Crisis – 2,41 mln
- Dino Crisis 2 – 1,21 mln

W 2001 roku Capcom podpisało umowę z Nintendo na dostarczenie na konsolę GameCube na wyłączność 3 tytułów z serii Resident Evil. Umowa nie dotyczyła wydawania tzw. gier spin-off (Outbreak, Gun Survivor). Reżyserię wszystkich 3 gier powierzono Mikamiemu. W 2002 roku pojawiła się  kolejna informacja o tzw. Capcom Five, czyli pięciu ekskluzywnych grach dla Nintendo GameCube, których produkcją zajęło się Studio 4:
- P.N.03
- Killer 7
- Viewtiful Joe
- Resident Evil 4
- Dead Phoenix (gra nie została ukończona).

Po zakończeniu prac nad Resident Evil 4 w 2004 roku opuścił Capcom Studio 4 i dołączył do Clover Studio. W tym studio był aż do jego zamknięcia w 2007. Przez ten czas pod jego nadzorem powstał Viewtiful Joe (port dla PlayStation 2) oraz God Hand. Po  rozpadzie Clover Mikami razem z innymi twórcami z Capcom (Hideki Kamiya, Atsushi Inaba, Yuta Kimura, Nao Ueda, Mari Shimazaki oraz  Masami Ueda) założyli Seeds Inc. Studio zmieniło nazwę i do dziś istnieje jako Platinum Games. W 2009 roku Shinji Mikami pracuje nad dwoma projektami. Jeden w swojej firmie, drugi wraz z Goichim Suda z firmy Grasshopper Manufacture. Gra będzie działać na najnowszym silniku Unreal Engine. Obydwie gry nie posiadają jeszcze tytułów.

## Gry
Gry, w których tworzeniu uczestniczył.
Jako reżyser:
- Resident Evil (1996)
- Dino Crisis (1999) – dodatkowo producent
- Resident Evil (REmake) (2002)
- Resident Evil 0 (2002)
- P.N. 03 (2003)
- Resident Evil 4 (2005)
- God Hand (2006)
- Vanquish (2010)

Jako producent wykonawczy:
- Dino Crisis 2 (2000)
- Gyakuten Saiban (2001)
- Devil May Cry (2001)
- Killer 7 (2005) – dodatkowo scenarzysta
- Dino Crisis 3 (2003)
- Viewtiful Joe (2003)
- Gyakuten Saiban 2(2002)
- Gyakuten Saiban 3 (2004)

Jako projektant, twórca:
- Capcom Quiz: Hatena hatena no Daibôken (1990)  (wersja na Game Boya)
- Who Framed Roger Rabbit?  (1991) (wersja na Game Boya)
- gra o F1 nie posiadała tytułu (1992) gra została anulowana
- Aladdin (1993) (wersja na SNESa)
- Goof Troop (1994)
- Resident Evil Outbreak (2003)
- Resident Evil Outbreak File #2 (2004)
- Resident Evil 5 (2009)

Jako producent:
- Resident Evil 2 (1998)
- Resident Evil 3: Nemesis (1999)
- Resident Evil Code: Veronica (2000)

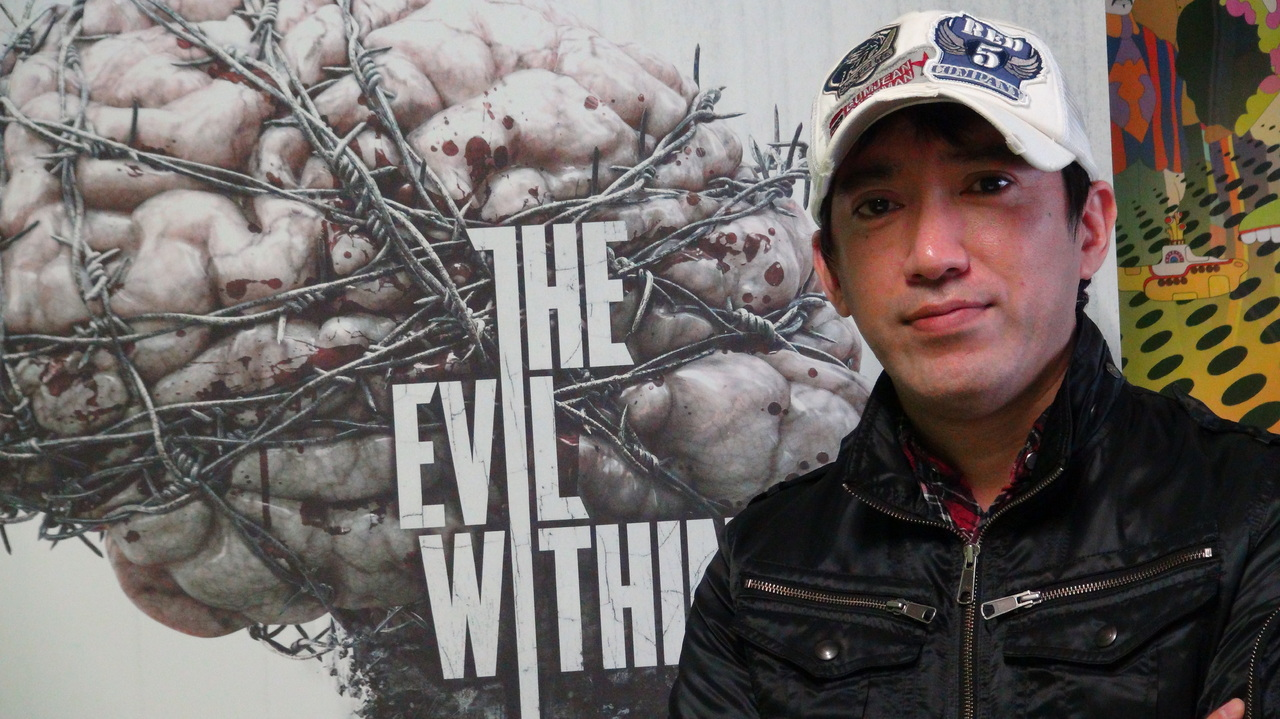
Shinji Mikami na tle logo The Evil Within

Jako doradca:
- Onimusha: Warlords (2001)
- Resident Evil 0 (2002)

Jako nadzorca:
- The Evil Within